# Ozon (Ardèche)
Ozon – miejscowość i gmina we Francji, w regionie Owernia-Rodan-Alpy, w departamencie Ardèche.
Według danych na rok 1990 gminę zamieszkiwało 275 osób, a gęstość zaludnienia wynosiła 33 osoby/km² (wśród 2880 gmin regionu Rodan-Alpy Ozon plasuje się na 1354. miejscu pod względem liczby ludności, natomiast pod względem powierzchni na miejscu 1253.).